# Paul Vincenz Busch

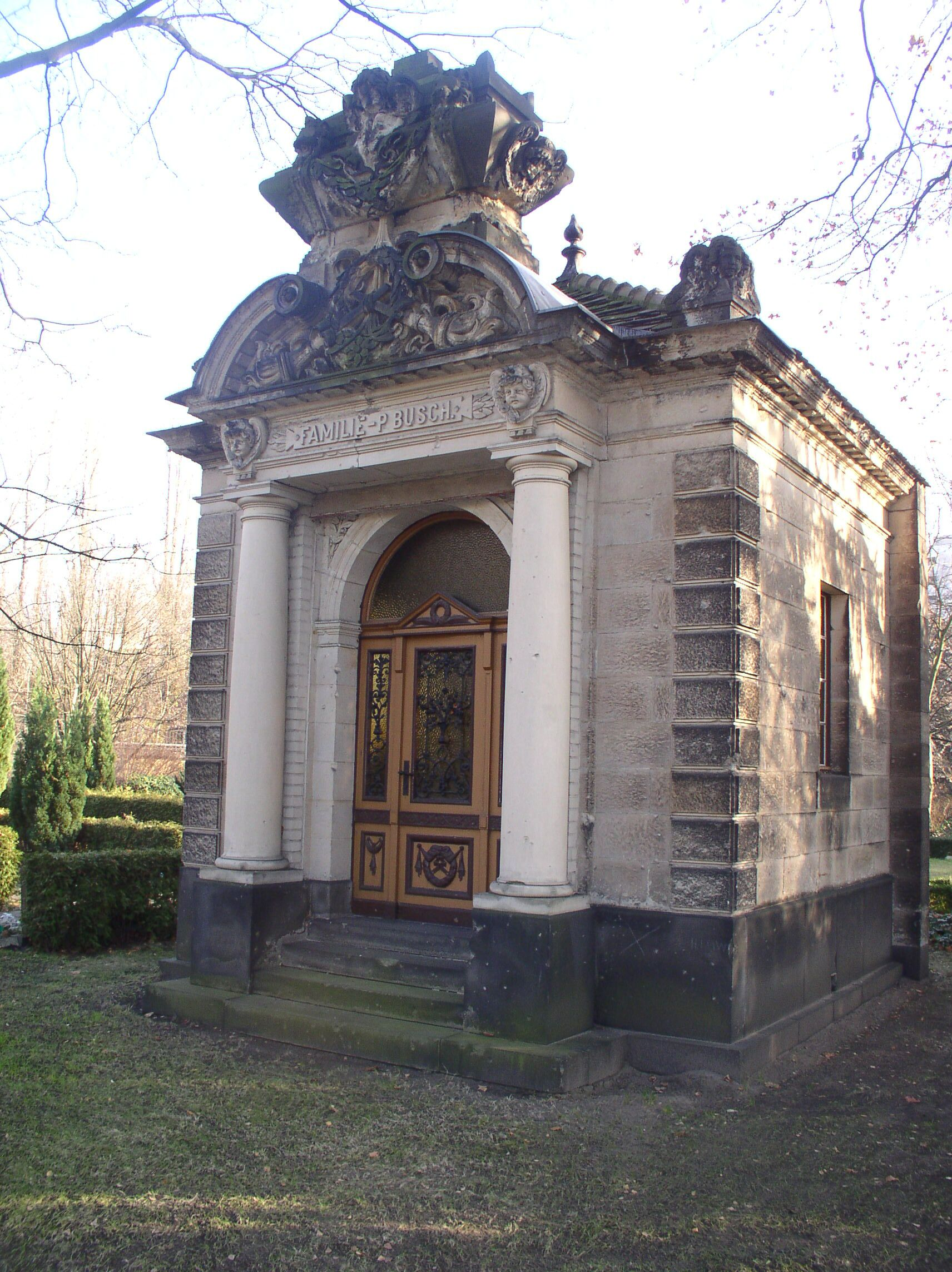
Buschs Grabmal in Berlin

Paul Vincenz Busch (* 21. Januar 1850 in Berlin; † 28. November 1927 ebenda) war deutscher Zirkusdirektor.

## Leben
Seine Eltern waren der Kaufmann (Weinhändler) Johann Gottlieb Busch (1811–1857) und dessen Ehefrau Henriette Luise „Emilie“ von Lossow (1837–1876), eine Pfarrerstochter. Paul Vincenz Busch absolvierte zunächst eine landschaftliche Ausbildung. Nach dem Deutsch-Französischen Krieg arbeitete er in Reval als Dresseur und Direktor des dortigen Tattersalls. Er trat mit seinen nach der Hohen Schule dressierten Pferden im Zirkus Salamansky in Sankt Petersburg auf.
1884 gründete Busch in Schweden einen eigenen Wanderzirkus, mit dem er eine mehrjährige Tournee durch Skandinavien unternahm, bevor er 1892 in Altona (heute Hamburg) mit der Schilleroper sein erstes festes Zirkusgebäude eröffnete. Es folgten weitere Zirkusbauten im Wiener Prater, 1895 in Berlin sowie in Breslau, die mit modernster Technik und mit Wasserspielen ausgestattet waren und einen saisonunabhängigen Spielbetrieb erlaubten. Busch erweiterte sein Programm um die Darstellung historischer Themen mit Massenszenen und aufwändigen Kostümen.
Buschs Grabmal befindet sich auf dem Berliner Dorotheenstädtischen Friedhof II an der Liesenstraße, neben seiner Tochter.
Er war mit Sidonie Grabe (1851–1898) verheiratet, die als „Miss Constanze“ eine bekannte Schulreiterin war. Ihre gemeinsame Tochter Paula Busch (1894–1973) übernahm das Zirkus-Unternehmen und war ab 1927 die Direktorin.